# Worms Ultimate Mayhem
Worms Ultimate Mayhem – komputerowa strategiczna gra turowa z elementami zręcznościowymi, wyprodukowana i wydana przez angielskie studio Team17 w 2011 roku. Należy ona do serii gier komputerowych Worms i stanowi kompilację dwóch wcześniejszych produkcji Team17 – Worms 3D i Worms 4: Totalna Rozwałka, wykonanych w grafice trójwymiarowej. W Worms: Ultimate Mayhem gracz kieruje grupą dżdżownic, której celem jest wyeliminowanie drużyny przeciwnika. Cel ten można osiągnąć poprzez użycie zróżnicowanych rodzajów broni i narzędzi.
W ramach kompilacji zawarte zostały przede wszystkim tryby gry z Worms 4, między innymi zróżnicowane warianty rozgrywki wieloosobowej – od klasycznego Deathmatchu do trybów takich, jak Ojczyzna (gracze rozpoczynają rozgrywkę na przeciwległych krańcach mapy), Zniszczenie (celem jest destrukcja bazy przeciwnika) i Obrona posągu (celem jest zniszczenie cudzych posągów przy zachowaniu własnych). Oprócz tego dostępne są kampanie występujące wcześniej w obu grach z serii oraz tryb Wyzwania zapożyczony z Worms 3D. Gracz może również modyfikować wygląd sterowanych robaków.